# 荒井聡太
荒井 聡太（あらい そうた、4月12日 - ）は、日本の男性声優、ナレーター。東京都出身。青二プロダクション所属。

## 略歴
東京理科大学大学院工学研究科建築学専攻修了。アミューズメントメディア総合学院卒業。

## 人物
趣味は自転車いじり、ポタリング、雑貨収集。特技は歌唱、バスケットボール、スキー。
資格・免許は英検準2級、漢検準2級、普通自動車免許。

## 出演
太字はメインキャラクター。

### テレビアニメ
2011年
- たまゆら〜hitotose〜（男性A）
- デジモンクロスウォーズ（マンモン、サラリーマンA、バコモン2）
- BLOOD-C（男）
- 魔乳秘剣帖（野次馬C、子分C）
- ONE PIECE（2011年 - 、メガロ、たこボクサー、メドウズ、パイク、BB〈2代目〉、貴族ワニ、シャーロット・ヌガー、狛ちよ、ジョー、ワイヤー、クリオネ 他）

2012年
- アイカツ!（客）
- ガッ活!（2012年 - 2013年、黒田、アナウンサー、田中、保倉、余田、田所先生、側近、ディレクター、手紙の主） - 2シリーズ
- CØDE:BREAKER（部員）
- シャイニング・ハーツ 〜幸せのパン〜（神父、男B）
- 聖闘士星矢Ω（2012年 - 2013年、係員、マーシアン1、おじさん、忍者、タルヴォス 他）
- ソードアート・オンライン（2012年 - 2014年、血盟騎士団、夏候惇） - 2シリーズ
- 探検ドリランド（サンダーナイト、仲間）
- ちびまる子ちゃん（2012年 - 2024年、釣り人、白組団長、ちょび髭、アナウンサー 他）
- ブラック★ロックシューター（男子生徒A）
- BRAVE10（忍者、門番、手下、伊達忍、使いの侍、家臣、町人、村人）
- ポケットモンスター ベストウイッシュ シーズン2（バージルのブラッキー、観客）
- ROBOTICS;NOTES（記者A、エグゾスケルトンスタッフ）
- ONE PIECE エピソードオブナミ 〜航海士の涙と仲間の絆〜（海賊）
- ONE PIECE エピソードオブルフィ 〜ハンドアイランドの冒険〜（海兵）

2013年
- 境界の彼方（先生）
- 京騒戯画（男、父、鏡都の住人）
- 世界でいちばん強くなりたい!（田中）
- 絶対防衛レヴィアタン（ファイヤードレイク）
- ポケットモンスター ミュウツー 〜覚醒への序章〜（バージルのブラッキー）
- マギ The kingdom of magic（ブウ、オットー、周黒惇、海賊、依り代 他）
- リトルバスターズ!（体育教師）
- ONE PIECE エピソードオブメリー 〜もうひとりの仲間の物語〜

2014年
- アオハライド（男子生徒、担任教師、洸の友達）
- 暴れん坊力士!!松太郎（店員、倉田）
- オレカバトル（魔王ムウス、アヴァドン、狙撃手ロビン、商人アリ、執事）
- 金色のコルダ Blue♪Sky（藤沢秀明、男子部員、部員、男子生徒、先生、関係者）
- くつだる。（脳内リピート、ガクン、フタ固め、校長先生）
- さばげぶっ!（からあげ☆レモン）
- さばげぶっ! 特番っ! ゲスかわ☆笑う門には福来るベストセレクション（ナレーション〈からあげ☆レモン〉）
- ジュエルペット ハッピネス（US02）
- 白銀の意思 アルジェヴォルン（兵士）
- 探検ドリランド -1000年の真宝-（魔族）
- デンキ街の本屋さん（モブ男子A）
- 東京喰種トーキョーグール（2014年 - 2018年、たいやき屋のおじさん、喰種、サンテ） - 3シリーズ
- ドラゴンボール改（2014年 - 2015年、プンター、ニワトリトカゲ、猛血虎 他）
- ロボットガールズZ（ジャック）
- ONE PIECE “3D2Y” エースの死を越えて! ルフィ仲間との誓い（海兵）

2015年
- アルスラーン戦記（文官）
- 英国一家、日本を食べる（焼き鳥屋店主）
- 俺物語!!（次鋒）
- 影鰐-KAGEWANI-（研究員、医師）
- 聖剣使いの禁呪詠唱（生徒）
- 電波教師（黒服、父、サッカー部員B）
- ドラゴンボール超（リーダー、強盗）
- ワールドトリガー（2014年 - 2016年、隊員、兵士、将官、記者、寺島雷蔵）
- ワンパンマン（2015年 - 2019年、黄金ボール） - 2シリーズ

2016年
- 舟を編む（配達員、社員）

2017年
- 正解するカド（市民）
- ONE PIECE エピソードオブ東の海 〜ルフィと4人の仲間の大冒険!!〜

2019年
- 荒野のコトブキ飛行隊（ラハマ自警団団長）
- けだまのゴンじろー（アナウンサー）

2022年
- デジモンゴーストゲーム（青年）
- ブルーロック（2022年 - 2024年、ジローラン・ダバディ、監督） - 2シリーズ

### 劇場アニメ
2012年
- ONE PIECE FILM Z

2013年
- キャプテンハーロック -SPACE PIRATE CAPTAIN HARLOCK-

2014年
- 楽園追放 -Expelled from Paradise-（無法者）

2016年
- ONE PIECE FILM GOLD

2017年
- クレヨンしんちゃん 襲来!!宇宙人シリリ（泥棒）

2018年
- 劇場版 マジンガーZ / INFINITY（職員）

### OVA
- ルパン三世 Master File（2012年、警官B）

### Webアニメ
- 美少女戦士セーラームーンCrystal（2014年、受付員、兵士）
- アグレッシブ烈子（2018年 - 2020年、トン部長、小宮係長、大上、穴井、社長、マヌ丸、ヨガの先生、カラオケ店員、トン部長の娘、豹堂、ズックン、ワッペン男、レンタカー店員）
- 拡張少女系トライナリー（2017年、先輩隊長）
- 神酒ノ尊-ミキノミコト-（2018年 - 2019年、高清水[12][13]）

### ゲーム
2011年
- 機動戦士ガンダム オンライン（男性パイロット1）

2012年
- 英雄伝説 零の軌跡 Evolution（マフィア）
- クロヒョウ2 龍が如く 阿修羅編
- 真・北斗無双（バズ・ハーン、アルフ）
- 恋は校則に縛られない!
- スーパーロボット大戦OGサーガ 魔装機神 THE LORD OF ELEMENTAL
- スーパーロボット大戦OGサーガ 魔装機神II REVELATION OF EVIL GOD
- STORM LOVER 快!!
- デジモンワールド リ:デジタイズ
- バイナリードメイン
- モンスター烈伝 オレカバトル（2012年 - 2015年、魔王ムウス / 邪神ムウス / 大魔王ムウス、アヴァドン / 魔王アヴァドン、狩人ロビン / 狙撃手ロビン / 狙撃名手ロビン、商人アリ / 大商人アリバ / 大富豪アリバ）

2013年
- 下天の華（門番、船頭）
- シャイニング・アーク（ピーター）
- ジョジョの奇妙な冒険 オールスターバトル（システムボイス）
- 真・三國無双7（兵卒C）
- スーパーロボット大戦OGサーガ 魔装機神III PRIDE OF JUSTICE
- 討鬼伝
- マブラヴ オルタネイティヴ トータル・イクリプス
- ワンピース 海賊無双2 / 3（2013年 - 2015年、海兵1、海賊2、魚人1、エニエス・ロビー職員 他） - 2作品

2014年
- 仮面ライダー サモンライド!
- シャイニング・レゾナンス
- スーパーロボット大戦OGサーガ 魔装機神F COFFIN OF THE END
- ヒーローバンク
- FANTASY HERO 〜unsigned legacy〜（マスク・ザ・シャウト）

2015年
- ジョジョの奇妙な冒険 アイズオブヘブン（ドイツ軍人A）
- スーパーロボット大戦BX（一般兵士）
- 大正×対称アリス
- ワールド エンド エクリプス（ジニアン）

2016年
- 仮面ライダー バトライド・ウォー 創生（ナスカ・ドーパント、カメバズーカ）
- スーパーロボット大戦OG ムーン・デュエラーズ（ソ＝デス・ズォー）
- オール仮面ライダー ライダージェネレーション

2017年
- スーパーロボット大戦V（一般兵士）
- ゼノブレイド2

2018年
- 北斗が如く
- スーパーロボット大戦X（一般兵士）
- 無双OROCHI 3（オーディン）
- クイズRPG 魔法使いと黒猫のウィズ（ガイエン・クロヤ）

2019年
- スーパーロボット大戦T
- スーパードラゴンボールヒーローズ ワールドミッション（ロボット兵）

2022年
- ジョジョの奇妙な冒険 オールスターバトルR（システムボイス）
- ドラゴンボール ザ ブレイカーズ（自動販売機、サバイバー）

2023年
- ONE PIECE ODYSSEY
- OCTOPATH TRAVELER II

2024年
- ドラゴンボールZ カカロット（猛血虎）

2025年
- ORE'N（魔王ムウス、ベヒ）

### ドラマCD
- 野島兄弟。CD〜家族の肖像〜（教師）

### ラジオドラマ
- 花の慶次（2012年）
- 「花の慶次〜雲のかなたに〜」“琉球の章”（2013年）

### 吹き替え
- アクシデント・カップル（パク議員 他）
- おとなの恋には嘘がある
- ストレイト・アウタ・コンプトン（イージー・E〈ジェイソン・ミッチェル〉）
- 007 スカイフォール（運転手）
- ディノシャーク（デミトリオ 他）

### ナレーション

#### 映像
- 週刊! NIPPONちびっこランド（フジテレビ無料動画サイト 見参楽）
- 土曜スペシャル PRスポット（テレビ東京）
- ワタナベエンターテインメントlive BATTLE（NOTTV）
- カスペ!・世界を騒がせた大事件 ニュースの本人直撃SP（フジテレビ、声の出演）
- 映っちゃった映像GP（フジテレビ、声の出演）
- 世界遺産（TBS）
- 歴史秘話ヒストリア（NHK総合、声の出演）
- ダウンタウンDX（読売テレビ）
- news zero（日本テレビ）

#### その他
- 燈の守り人 灯台音声ガイド ⻘森県深浦町 艫作埼灯台[21]

### その他コンテンツ
- ボイスドラマ　燈の守り人～幻想夜話～（2022年、艫作埼灯台[21]）
- 配信朗読劇　声劇「燈の守り人 ～北海道開拓編～」（2023年、ニコニコ生放送、廣井武）

### シリーズ一覧
1. ↑  第1期（2022年）、第2期『VS. U-20 JAPAN』（2024年）